# Bitwa w Wadi-e Swat
Bitwa w Wadi-e Swat – bitwa stoczona przez armię Pakistanu przeciwko Talibom od 25 października do 8 grudnia 2007 w Wadi-e Swat.

## Bitwa
24 października rozpoczął się marsz liczącej 3000 żołnierzy armii pakistańskiej z Islamabadu
do doliny Swat kontrolowanej przez rebeliantów. 25 października zaczęły się ciężkie walki. Talibowie wykorzystywali technikę zamachów-samobójstw w walce. Podczas wymiany ognia w szeregi armii pakistańskiej wjechała ciężarówka, która następnie została zdetonowana przez zamachowca-samobójcę. W wyniku tego zamachu zginęło 17 żołnierzy i 13 cywilów. Najcięższe walki toczyły się jednak w górach, gdzie stanowisk talibskich było najwięcej. Do 31 października dowództwo wojskowe poinformowało o śmierci 130 bojowników. Jednak talibowie wciąż odnosili sukcesy, jak zdobycie miasta Madyan, w rezultacie opanowując większość regionu. 12 listopada żołnierze 12 armii pakistańskiej zostali wysłani do doliny Swat w celu wsparcia już się tam znajdujących rządowych jednostek wojska i policji. Przede wszystkim jednak akcja miała także na celu zlikwidowanie oddziałów rebeliantów w dolinie.
Tymczasem 15 listopada talibowie wkroczyli do niekontrolowanego wcześniej regionu Shangla sąsiadującego ze Swat, co spowodowało zmianę wojskowych planów i skierowanie nowych jednostek właśnie tam. 17 listopada oszacowano, że w nowej serii starć zginęło 100 bojowników. Mimo iż talibowie ponosili w walkach ogromne straty, 25 listopada ogłosili zdobycie miasta Alpuri. 26 listopada w wyniku wykorzystania artylerii przez wojska pakistańskie zginęło m.in. dwóch wysokich dowódców talibów, którzy, w obliczu przewagi sił rządowych, zaczęli wycofywać się z nowo zajętych terenów. Do 27 listopada wyparto rebeliantów z Shangla.
Z kolei walki w dolinie Swat toczyły się dalej i zostali tam przerzuceni żołnierze z powiatu Shangla. 27 listopada władze Pakistanu podały, że wojska przejęły pełną kontrolę nad miastami: Matta, Khwazakhela, Charbagh i innymi obszarami zajmowanymi przez bojowników. Następnie siły bezpieczeństwa skierowały się w rodzinne miejsca dowodzącego talibami Fazlullaha w pobliżu Kuza Banda. 28 listopada zamknięto wszystkie talibskie rozgłośnie radiowe, w tym prowadzone przez samego Fazlullaha. Ponadto trwały poszukiwania talibów w mieście przez wojsko i policję. W efekcie aresztowano 143 osoby. W tym samym czasie w górach trwały nadal walki w których samego 28 listopada zginęło nieco ponad 50 bojowników.
5 grudnia władze Pakistanu poinformowały, że wojska przejęły kontrolę nad całą doliną Swat, a do 8 grudnia bojownicy wycofali się także z terenów górskich, tym samym kończąc bitwę.
Rząd ogłosił zwycięstwo, jednak po kilku miesiącach sytuacja wróciła do status quo ante. Fazlullah narzucał stopniowo prawo szariatu na kontrolowanych przez siebie regionach, a do 2008 wyparł z większości terytorium doliny siły rządowe, co doprowadziło do ofensywy armii pakistańskiej w 2009.